# Kamienica przy ulicy Józefińskiej 31 w Krakowie
Kamienica przy ulicy Józefińskiej 31 – zabytkowa kamienica znajdująca się w Krakowie, w dzielnicy XIII przy ul. Józefińskiej, w Podgórzu.
Budynek został wzniesiony w 1875. W 1898 kamienica została gruntownie przebudowana i nadbudowana zgodnie z projektem Zygmunta Luksa. Po 1950 odbył się remont budynku.
25 października 1982 kamienica została wpisana do rejestru zabytków. Znajduje się także w gminnej ewidencji zabytków.